# Scarabaeus zambezianus
Scarabaeus zambezianus är en skalbaggsart som beskrevs av Louis Albert Péringuey 1901. Scarabaeus zambezianus ingår i släktet Scarabaeus och familjen bladhorningar. Inga underarter finns listade i Catalogue of Life.